# Ungla argentina
Ungla argentina är en insektsart som först beskrevs av Navás 1911.  Ungla argentina ingår i släktet Ungla och familjen guldögonsländor. Inga underarter finns listade i Catalogue of Life.